# Шереметівська сільська рада
Шереметівська сільська рада — колишня адміністративно-територіальна одиниця та орган місцевого самоврядування у Червоноармійському (Пулинському) і Довбишському (Мархлевському, Щорському) районах Волинської округи, Київської та Житомирської областей Української РСР з адміністративним центром у селі Шереметів.

## Населені пункти
Сільській раді на час ліквідації були підпорядковані населені пункти:
- с. Добрий Кут;
- с. Павлівка;
- с. Шереметів.

## Населення
Кількість населення ради станом на 1923 рік становила 1 101 особу, кількість дворів — 221.
У 1927 році чисельність населення сільської ради становила 1 618 осіб, з них 962 (59,4 %) — особи польської національності. Кількість селянських господарств — 329.
Кількість населення ради станом на 1931 рік становила 1 772 особи.

## Історія та адміністративний устрій
Створена 1923 року в складі с. Таргонева Рудня, хутора Шереметів Пулинської волості Житомирського повіту та с. Іванівка Курненської волості Новоград-Волинського повіту Волинської губернії. 7 березня 1923 року включена до складу новоутвореного Пулинського району Житомирської округи. 26 березня 1925 року підпорядковано с. Павлівка ліквідованої Павлівської сільської ради Пулинського (згодом — Червоноармійський) району. 22 травня 1925 року затверджена як польська національна сільська рада. 1 вересня 1925 року сільську раду включено до складу новоутвореного Довбишського (згодом — Мархлевський, Щорський) району Житомирської (згодом — Волинська) округи. 17 жовтня 1935 року передана до складу Червоноармійського району Київської області. 14 травня 1939 року, відповідно до указу Президії Верховної ради Української РСР «Про утворення Щорського району Житомирської області», сільська рада увійшла до складу новоствореного Щорського (згодом — Довбишський) району Житомирської області. Станом на 1 жовтня 1941 року в підпорядкуванні значилося с. Осично (Осичне), с. Таргонева Рудня не перебувало на обліку населених пунктів.
Станом на 1 вересня 1946 року входила до складу Довбишського району Житомирської області, на обліку в раді перебували села Іванівка, Павлівка, Шереметів та х. Осичне.
2 вересня 1954 року, відповідно до рішення Житомирського облвиконкому № 1087 «Про перечислення населених пунктів в межах районів Житомирської області», села Іванівка та Осичне передані до складу Довбиської селищної ради Довбишського району. 28 листопада 1957 року, внаслідок ліквідації Довбишського району, сільську раду включено до складу Червоноармійського району Житомирської області. 13 квітня 1959 року, відповідно до рішення Житомирського облвиконкому № 300 «Про передачу с. Добрий Кут Стрибіжської с-р Червоноармійського р-н Шереметівській сільській раді», підпорядковано с. Добрий Кут Стрибізької сільської ради Червоноармійського району.
Ліквідована 11 жовтня 1960 року, відповідно до рішення Житомирського облвиконкому № 1054 «Про об'єднання деяких сільських рад Червоноармійського р-н», територію та населені пункти ради приєднано до складу Стрибізької сільської ради Червоноармійського району Житомирської області.